# Jochen Hahne
Jochen Hahne (* 21. Mai 1958 in Hannover) ist ein deutscher Unternehmer.

## Leben
Jochen Hahne, Sohn von Fritz Hahne, besuchte das Schiller-Gymnasium Hameln bis zum Abitur 1977. Anschließend nahm er ein Studium der Wirtschaftswissenschaften auf, das er als Diplom-Ökonom abschloss. Er wurde 1993 am Institut für angewandte Innovationsforschung der Universität Bochum zum Dr. rer. oec. promoviert.
Hahne trat 1993 in den väterlichen Familienbetrieb Wilkhahn ein, in dem er 1997 Geschäftsführer und 2000 Vorsitzender der Geschäftsführung wurde. Hahne trieb insbesondere die weitere Internationalisierung des Unternehmens voran mit einer Produktionsstätte und Vertriebsgesellschaft in Sydney für den asiatisch-pazifischen Markt sowie der Neugründung des Wilkhahn Inc. Ltd. mit Sitz und Showroom in New York. 2017 wurde im polnischen Posen ein zweiter europäischer Fertigungsstandort für Näh- und Polsterarbeiten eröffnet.
Unter Hahnes Leitung entwickelte Wilkhahn 2000 die ersten interaktiven Raumelemente für die hybride Zusammenarbeit global verteilter Teams, die aus dem Forschungs- und Entwicklungsprojekt Future Office Dynamics hervorgingen. Der Journalist Hannes Koch widmete ihm ein eigenes Kapitel in seinem 2007 erschienenen Buch Soziale Kapitalisten – Vorbilder für eine gerechte Wirtschaft. Ab 2005 zeichnete er für die Entwicklung des dreidimensional beweglichen Bürostuhlmodells ON verantwortlich, der 2009 mit zahlreichen Patenten eine neue Generation dreidimensional beweglicher Bürostühle begründete und dessen Grundlagen in Zusammenarbeit mit der Deutschen Sporthochschule Köln gelegt wurden. Hahne trieb im Unternehmen zudem den systematischen ökologischen Wandel voran: Seit 2001 wird Wilkhahn jährlich nach EMAS zertifiziert.
Ende 2021 zog sich Hahne aus dem operativen Geschäft zurück und wechselte an die Spitze des Wilkhahn-Beirats, um sich auf die strategische Weiterentwicklung des Unternehmens zu konzentrieren.

### Politik
In jungen Jahren engagierte sich Hahne in der Friedens- und Umweltbewegung. Im Vorfeld der niedersächsischen Landtagswahl 2008 gehörte er als parteiloser Unternehmer dem Schattenkabinett der SPD an. Für Niedersachsen war er Mitglied der 13. Bundesversammlung.

## Mitgliedschaften
- Jury-Mitglied des Deutschen Designpreises vom Rat für Formgebung.
- Jury-Mitglied des Designpreises der Bundesrepublik Deutschland.[9]
- Jury-Mitglied des BDA-Preis Berlin.
- Jury-Mitglied des if Design Awards.[10]

## Ehrungen
- Unternehmer des Jahres 2009 „für sein herausragendes Engagement für sein Unternehmen, seine Mitarbeiter und seine ehrenamtlichen gesellschaftlichen Aktivitäten“,[11] eine Auszeichnung vom Verband Die Familienunternehmer (ASU)/Die Jungen Unternehmer (BJU).